# Fixações de carril

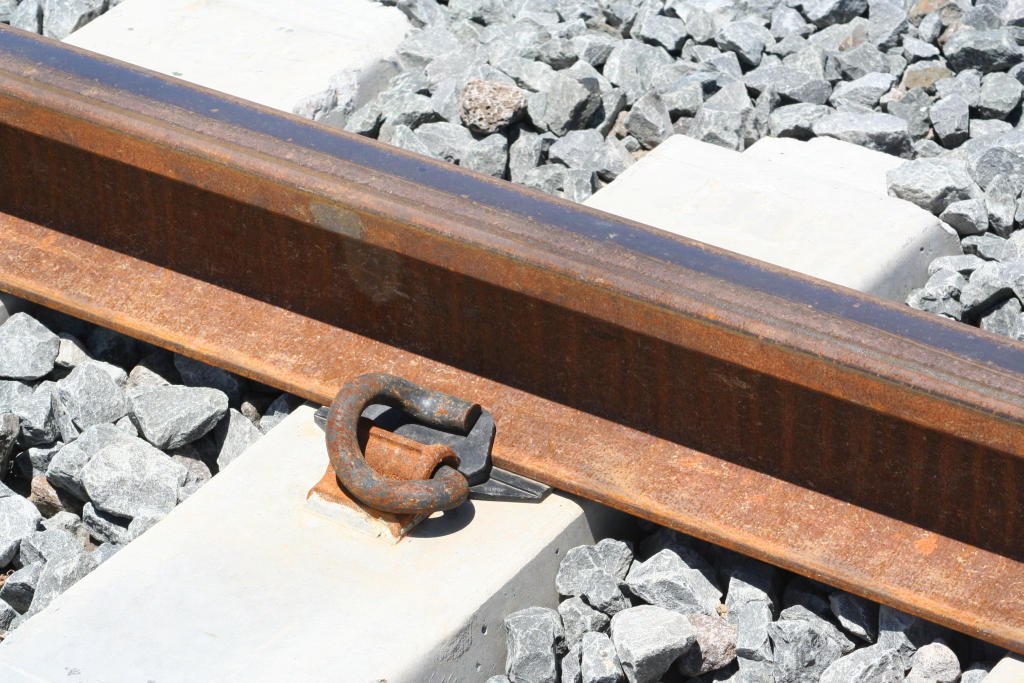
Pandrol-on-concrete

As fixações de carris (português europeu) ou trilhos (português brasileiro) são os elementos simples ou compostos que permitem fixa-los às travessas (português europeu) ou dormentes (português brasileiro).

## História
Nos primeiros tempos do caminho de ferro os carris eram pregados às travessas de madeira com escápulas (português europeu) ou pregos (português brasileiro).
Cedo se concluiu que o processo não resultava, passando-se a usar parafusos cuja cabeça apresenta uma aba que aperta a patilha do carril contra a travessa e que receberam a designação consagrada de tirefonds ou tirafundos, ou correctamente tira-fundos.
No entanto, logo que a madeira perde a sua elasticidade inicial, a compressão das fibras superficiais pelos carris, à
passagem dos rodados, provoca o seu afundamento, deixando a cabeça dos tirefonds de segurar a patilha dos carris. Esta circunstância, em conjugação com os esforços de tração e de frenagem dos comboios e com os gerados pelas variações de temperatura, permite que os carris se movam no sentido longitudinal.
Este curioso mas preocupante fenómeno é conhecido como caminhamento dos carris e leva à redução, ou mesmo à anulação, da abertura de algumas juntas e ao alargamento de outras, arrastando muitas vezes as travessas e ocasionando o seu desquadramento e o aperto da bitola da via. Como paliativo para estas situações começaram a colocar-se na patilha dos carris dispositivos anticaminhantes, com parcos resultados.
Com a aplicação de chapins metálicos, peças de aço fundido ou laminado, conseguiu-se aumentar substancialmente a  capacidade resistente da travessa de madeira, na medida em que passou a estar submetida a esforços verticais mais distribuídos, e em que todos os tirefonds, e não apenas os exteriores, passam a ficar solicitados na resistência aos impulsos transversais.
A adopção simultânea de fixações elásticas conduziu a um ainda melhor comportamento da madeira, atenuando-se substancialmente o caminhamento dos carris.

## Tipos de fixações
As fixações, atendendo à sua elasticidade, dividem-se basicamente em três tipos:
- Rígidas
- Semirrígidas
- Elásticas.